# Prima Categoria ULIC 1929-1930
La Prima Categoria ULIC 1929-1930 fu la massima serie dei campionati locali di calcio organizzati dall'ULIC.

## Eliminatorie regionali

### Piemonte

#### Squadre partecipanti
- Campione di Vercelli.
- Campione di Biella.
- Campione di Casale.
- Campione di Novara.
- Campione di Asti.
- Campione di Alessandria.
- Campione di Tortona.
- Campione di Crescentino.
- Campione di Aosta.
- Campione di Torino Nord.
- Campione di Avignana.
- Campione di Torino.
- Campione di Pinerolo.
- Campione di Cirié.

Verdetti
- U.S. Cavour di Torino qualificato alle semifinali interregionali.

### Lombardia

#### Squadre partecipanti
- Campione di Abbiategrasso.
- Campione di Barbianello.
- Campione di Busto Arsizio.
- Campione di Como.
- Campione di Crema.
- Campione di Cremona.
- Campione di Legnano.
- Fortitudo, campione di Lodi.
- Campione di Melzo.
- Campione di Milano.
- Campione di Monza.
- Campione di Mortara.
- Campione di Pavia.
- Pro Piacenza, campione di Piacenza.
- Campione di Seregno.
- Campione di Treviglio.
- Campione di Varese.
- Alfieri, campione di Voghera.

#### Verdetti
- G.S. Dipendenti Comunali di Brescia qualificato alle semifinali interregionali.

### Liguria

#### Squadre partecipanti
- Campione di Savona.
- Campione di Oneglia.
- Campione di Genova.
- Campione di Sestri Levante.
- Campione di La Spezia.
- Campione di Ronco.
- Campione di Sampierdarena.

Verdetti
- U.T. Giovani Calciatori di Genova qualificato alle semifinali interregionali.

### Toscana

#### Squadre partecipanti
- Campione di Massa.
- Campione di Viareggio.
- Campione di Lucca.
- Campione di Livorno.
- Campione di Pisa.
- Campione di Volterra.
- Campione di Prato.
- Campione di Pistoia.
- Campione di Pontedera.
- Campione di Firenze.
- Campione di Arezzo.

Verdetti
- G.R.F. Mariani di Firenze qualificato alle semifinali interregionali.

### Veneto

#### Squadre partecipanti
- Campione di Belluno.
- Campione di Treviso.
- Campione di Venezia.
- Campione di San Donà.
- Campione di Padova.
- Campione di Schio.
- Campione di Thiene.
- Campione di Vicenza.
- Campione di Verona.
- Campione di Rovigo.

Verdetti
- G.S. Società Elettrica Interprovinciale di Verona qualificato alle semifinali interregionali.

### Emilia

#### Squadre partecipanti
- Campione di Ferrara.
- Campione di Parma.
- Campione di Reggio Emilia.
- Campione di Bologna.
- Campione di Modena.
- Campione di Faenza.
- Campione di Forlì.

Verdetti
- Pro Calcio di Modena qualificato alle semifinali interregionali.

### Venezia Giulia

#### Squadre partecipanti
- Campione di Trieste.
- Campione di Pola.
- Campione di Fiume.
- Campione di Gorizia.
- Campione di Udine.

Verdetti
- Stuparich di Muggia qualificato alle semifinali interregionali.

### Umbria
Unica partecipante il campione di Foligno.
Verdetti
- S.S. Ascesi di Assisi qualificato alle semifinali interregionali.

### Marche
Unica partecipante il campione di Ancona.
Verdetti
- S.S.F. Falconarese di Falconara qualificato alle semifinali interregionali.

### Sardegna

#### Squadre partecipanti
- Campione di Iglesias.
- Campione di Cagliari.
- Campione di Terranova.

Verdetti
- G.S. Cagliari di Cagliari qualificato alle semifinali interregionali.

### Lazio

#### Squadre partecipanti
- Campione di Roma.
- Campione di Frascati.
- Campione di Viterbo.
- Campione di Civitavecchia.

Verdetti
- G.F.S. Ostiense Tramvie Castelli di Roma qualificato alle semifinali interregionali.

### Campania

#### Squadre partecipanti
- Campione di Salerno.
- Campione di Torre del Greco.
- Campione Flegreo.
- Campione di Caserta.
- Campione di Aversa.
- Campione di Nola.
- Campione di Napoli.
- Campione di Frattamaggiore.
- Campione di Sessa Aurunca.

Verdetti
- U.S. Torrese di Torre del Greco qualificato alle semifinali interregionali.

### Puglie

#### Squadre partecipanti
- Campione di Molfetta.
- Campione di Bari.
- Campione di Taranto.

Verdetti
- U.S. Littorio di Bari qualificato alle semifinali interregionali.

### Sicilia
Partecipanti
- Campione di Siracusa.
- Campione di Messina.
- Campione di Palermo.
- Campione di Termini Imerese.

Verdetti
- Dopolavoro Arsenale di Siracusa qualificato alle semifinali interregionali.

## Semifinali interregionali

### I gruppo

#### Squadre partecipanti
- U.S. Cavour di Torino - campione piemontese.
- G.S. Dipendenti Comunali di Brescia - campione lombardo.
- U.T. Giovani Calciatori di Genova - campione ligure.
- G.R.F. Mariani di Firenze - campione toscano.

#### Verdetti
- G.S. Dipendenti Comunali di Brescia qualificato alla finale.

### II gruppo

#### Squadre partecipanti
- G.S. Società Elettrica Interprovinciale di Verona - campione del Veneto.
- Pro Calcio di Modena - campione dell'Emilia.
- Stuparich di Muggia - campione della Venezia Giulia.

#### Verdetti
- Stuparich di Muggia qualificato alla finale.

### III gruppo

#### Squadre partecipanti
- S.S. Ascesi di Assisi - campione dell'Umbria.
- S.S.F. Falconarese di Falconara - campione delle Marche.
- G.S. Cagliari di Cagliari - campione di Sardegna.
- G.F.S. Ostiense Tramvie Castelli - campione del Lazio.

#### Verdetti
- G.F.S. Ostiense Tramvie Castelli di Ostia qualificato alla Finale.

### IV gruppo

#### Squadre partecipanti
- U.S. Torrese di Torre del Greco - campione della Campania.
- U.S. Littorio di Bari - campione delle Puglie.
- Dopolavoro Arsenale di Siracusa - campione di Sicilia.

#### Verdetti
- U.S. Torrese di Torre del Greco qualificato alla finale.

## Finale

### Semifinali
- I gruppo: G.S. Dipendenti Comunali (Brescia) vs. Stuparich (Muggia). Vincente: G.S. Dipendenti Comunali (Brescia).
- II gruppo: G.F.S. Ostiense Tramvie Castelli (Ostia) vs. U.S. Torrese (Torre del Greco). Vincente: G.F.S. Ostiense Tramvie Castelli (Ostia).

### Finale
- 13 luglio 1930: G.S. Dipendenti Comunali (Brescia) vs. G.F.S. Ostiense Tramvie. Vincente: G.S. Dipendenti Comunali (Brescia).

## Verdetto finale
- G.S. Dipendenti Comunali di Brescia è campione ULIC di Prima Categoria.